# Municipio de Union (condado de Butler, Kansas)
El municipio de Union (en inglés: Union Township) es un municipio ubicado en el condado de Butler en el estado estadounidense de Kansas. En el año 2010 tenía una población de 184 habitantes y una densidad poblacional de 1,13 personas por km².

## Geografía
El municipio de Union se encuentra ubicado en las coordenadas 37°31′13″N 96°37′7″O / 37.52028, -96.61861. Según la Oficina del Censo de los Estados Unidos, el municipio tiene una superficie total de 162.36 km², de la cual 161,43 km² corresponden a tierra firme y (0,57 %) 0,93 km² es agua.

## Demografía
Según el censo de 2010, había 184 personas residiendo en el municipio de Union. La densidad de población era de 1,13 hab./km². De los 184 habitantes, el municipio de Union estaba compuesto por el 97,28 % blancos, el 1,09 % eran amerindios y el 1,63 % eran de una mezcla de razas. Del total de la población el 1,63 % eran hispanos o latinos de cualquier raza.